# Mongala
Koordinaten: 2° 0′ N, 21° 30′ O
Mongala ist eine Provinz der Demokratischen Republik Kongo. Hauptstadt von Mongala ist Lisala mit 79.235 Einwohnern (2010), die Stadt Bumba ist mit 103.328 Einwohnern jedoch größte Stadt der Provinz. Die Einwohnerzahl des gesamten Provinzgebiets betrug im Jahr 2015 1.740.000 Einwohner.

## Geographie
Mongala liegt im Nordwesten des Landes und grenzt im Norden an Nord-Ubangi, im Nordosten an Bas-Uele, im Südosten an Tshopo, im Süden an Tshuapa, im Südwesten an Équateur und im Nordwesten an Sud-Ubangi.

### Verwaltungsgliederung
Die Provinz gliedert sich in die drei Territorien Bongandanga, Bumba und Lisala sowie die Stadt Lisala.

## Geschichte
Mongala war ein Distrikt der Provinz Équateur. Laut der 2005 angekündigten und 2011 abgesagten Verwaltungsreform sollte Équateur in fünf neue Provinzen aufgeteilt werden, darunter auch Mongala. Die Verwaltungsreform wurde mehrmals verschoben und 2011 abgesagt, schließlich 2015 doch umgesetzt und Mongala damit zur Provinz erhoben.